# Buffalo Airways
Buffalo Airways (mã IATA = J4, mã ICAO = BFL) là hãng hàng không của Canada, trụ sở ở Hay River, Northwest Territories. Hãng có căn cứ chính ở Sân bay Hay River (CYHY) và 2 căn cứ khác ở Sân bay Yellowknife (CYZF) và Sân bay Red Deer (CYQF).

## Lịch sử
Buffalo Airways được Joe McBryan (cũng gọi là Buffalo Joe) thành lập và bắt đầu hoạt động từ năm 1970. Hãng có tuyến đường chở khách thường xuyên, cũng như chở khách thuê bao, chở hàng hóa và cứu hỏa.

## Các nơi đến
Tuyến đường thường xuyên giữa Hay River và Yellowknife

## Đội máy bay
(Tháng 2.2008):
- 1 Beechcraft 95-C55 Baron
- 1 Beechcraft D55 Baron
- 2 Beechcraft 95 Travel Air
- 1 Beechcraft B95 Travel Air
- 3 Beechcraft 65-A90 King Air
- 6 Canadair CL-215 (water bombers)
- 1 Cessna A185E Skywagon
- 2 Consolidated Vultee PBY-5A Canso (Water Bombers)
- 1 Convair 240
- 2 Curtiss C-46 Commando
- 2 Douglas C-47 Dakota
- 8 Douglas DC-3C
- 14 Douglas C-54 Skymaster
- 2 Lockheed L-188 Electra
- 1 Noorduyn Norseman
- 1 De Havilland Vampire (Edmonton Aviation Museum)
- 1 Fleet Model 80 Canuck
- 1 Robinson R22 (Helicopter)